# Gjon's Tears
Gjon Muharremaj (Saanen, 29 de junio de 1998) es un cantante suizo de ascendencia albanokosovar, conocido por su nombre artístico Gjon's Tears. Tras participar en diversos programas de talentos en Suiza, Albania y Francia, Muharremaj fue seleccionado como el representante suizo para el Festival de la Canción de Eurovisión en 2020 y 2021, con los temas «Répondez-moi» y «Tout l'Univers», respectivamente.

## Biografía y carrera artística
De padre kosovar (Hysni) y madre albanesa (Elda), Gjon Muharremaj (pronunciado en albanés: [ɟɔn muharɛmaj]), nació el 29 de junio del 1998 en Saanen, en el cantón de Berna (Suiza). Aun así, se mudaría a temprana edad a Broc, en el cantón de Friburgo (Suiza), en el año 2000, donde su madre trabajaría en la fábrica de la chocolatera Cailler.
Gjon empezó a cantar por casualidad a los 9 años. Mientras tocaba en el piano eléctrico los acordes de «Can’t Help Falling in Love» de Elvis Presley a su abuelo, este le pidió que cantara. Con su interpretación, lo vio llorar por primera vez por lo que, como consecuencia, decidió añadir "Tears" a su nombre artístico.
En 2011, siendo un niño, participó en la primera temporada de Albania’s Got Talent. Allí, fue uno de los finalistas por su habilidad a la hora de interpretar canciones en francés. Un año después, se presentó a la versión suiza del mismo programa, donde llegó a las semifinales.
En 2019, con 20 años, participó en la octava temporada de The Voice: la plus belle voix, la edición francesa de La voz. Con Mika como coach, Gjon llegó hasta la semifinal del programa.
Por otro lado, también en 2019, Gjon’s Tears lanzó su sencillo debut, «Babi». La canción, de estilo indie-pop, contiene versos en inglés y un coro albanés.
El 4 de marzo de 2020, la televisión pública de Suiza (SRG SSR) reveló que Gjon's Tears representaría al país alpino en Eurovisión 2020, celebrado en Róterdam (Países Bajos), con la canción «Répondez-moi» Sin embargo, el festival fue cancelado debido a la pandemia de COVID-19. Por esta razón, la televisión pública suiza lo seleccionó internamente para representar al país en Eurovisión 2021, esta vez con el tema «Tout L'Univers».
En ese mismo mes, la productora La Fábrica de la Tele y Mediaset escogieron la canción «Tout l'univers» de Gjon's Tears como banda sonora de la docuserie Rocío, contar la verdad para seguir viva y con la consiguiente visibilización en España al emitirse en prime-time en Telecinco. No obstante, su canción solo sirvió de banda sonora durante dos programas, cuando fue reemplazada por una de sus principales competidoras en Eurovisión, «Voilà» de la francesa Barbara Pravi. Este cambio ocasionó una gran revuelta en las redes en las que participó el propio cantante.

## Discografía

### Sencillos
- 2019 – «Babi»
- 2020 – «Répondez-moi»
- 2021 – «Tout l'Univers»
- 2022 – «Silhouette»
- 2022 – «Pure»
- 2023 – «Midnight in Paris»
- 2023 – «Disco»
- 2023 – «The game»
- 2023 – «Cancer»